# ويليام غراند
ويليام غراند (بالفرنسية: Guillaume Grand)‏ هو كاتب أغاني ومغني وملحن فرنسي، ولد في 28 أكتوبر 1983 في برجراك في فرنسا.

## وصلات خارجية
- الموقع الرسمي
- ويليام غراند على موقع ميوزك برينز (الإنجليزية)